# Grzeszna miłość (film 1929)
Grzeszna miłość – polski film niemy z 1929 roku. Ekranizacja powieści Andrzeja Struga Pokolenie Marka Świdy. Marek Swida nie może się zdecydować na wybór jednej z dwóch kobiet.
Film nie zachował się do dziś. W głównej roli kobiecej wystąpiła Jadwiga Smosarska, największa gwiazda polskiego kina w okresie dwudziestolecia międzywojennego.

## Obsada
- Jadwiga Smosarska – Monika Goślicka
- Józef Maliszewski – Roman Goślicki, mąż Moniki
- Tadeusz Wesołowski – Marek Świda
- Zofia Batycka – Iza Chosłowska
- Franciszek Dominiak – Kuba Świda
- Władysława Jaśkówna – żona Kuby Świdy
- Jerzy Kobusz – parobek
- Nina Świerczewska – siostra miłosierdzia
- Witold Kuncewicz – oficer
- Tadeusz Olsza – oficer
- Bogusław Samborski – Rauszke